# اسکلت با سیگار روشن
جمجمه اسکلت با سیگار روشن (به هلندی: Kop van een skelet met brandende sigaret) یک نقاشی بدون تاریخ توسط ونسان ون گوگ است، که جزئی از مجموعه دائمی موزه ونسان ون گوگ به‌شمار می‌رود.
این تابلو احتمالاً در زمستان ۱۸۸۵ تا۱۸۸۶ به عنوان تفسیری خنده دار از تمرینهای محافظه کارانه آکادمیکی بوده‌است. این فرض براساس این حقیقت بنا شده‌است که ون گوگ آن زمان در Antwerp بود و در کلاس‌های آکادمی هنرهای زیبای Antwerp شرکت می‌کرد، کلاسهایی که بعدها گفت خسته‌کننده بودند و چیزی به او یاد ندادند.
در سال ۲۰۰۸، چیپ کید طراح گرافیست روی جلد اولین شماره «وقتی شما در شعله‌ها غوطه ور هستید» که مجموعه مقالات نوشته شده توسط دیوید سداریس بود از نقاشی استفاده کرد. سداریس گفته بود که بعد از دیدن تصویر بر روی کارت پستالی در سفر به آمستردام مجذوب نقاشی شده بود.

## کارهای مرتبط
در سال ۸۸–۱۸۸۷ ون گوگ دو نقاشی دیگر از اسکلت کشید، تنها کارهایی از او ( به علاوه یک نقاشی در همان دوره) که از اسکلت به عنوان موضوع استفاده کرده‌است.
|                  |  |                  |
| جمجه (۱۸۸۷/۱۸۸۸) |  | جمجه (۱۸۸۷/۱۸۸۸) |